# 1-clorohexano
El 1-clorohexano, también llamado cloruro de hexilo, es un compuesto orgánico de fórmula molecular C6H13Cl. Es un haloalcano lineal de seis carbonos con un átomo de cloro unido a uno de los carbonos terminales.

## Propiedades físicas y químicas
A temperatura ambiente, el 1-clorohexano es un líquido incoloro aromático.
Tiene su punto de ebullición a 135 °C mientras que su punto de fusión es de -94 °C.
Posee una densidad inferior a la del agua (ρ = 0,878 g/cm³) y en estado gaseoso es 4,16 veces más denso que el aire. Su viscosidad a 20 °C es de 0,75 cP, inferior a la del agua y similar a la del tetracloroetileno.
El valor del logaritmo de su coeficiente de reparto, logP = 3,66, indica que es más soluble en disolventes apolares que en disolventes polares.
Su solubilidad en agua es de sólo 64 mg/L.
En cuanto a su reactividad, el 1-clorohexano es incompatible con agentes oxidantes.

## Síntesis
El 1-clorohexano se obtiene por reacción de 1-hexanol con cloruro de tionilo.
Esta misma conversión puede llevarse a cabo utilizando como agente clorante una disolución de ácido clorhídrico concentrado en presencia de un catalizador de fosfonio, obtenido por reacción entre tributilfosfina y una resina de poliestireno clorometilada que contiene cloro.
También puede emplearse ácido clorhídrico acuoso concentrado en un microrreactor a alta temperatura.
Otra opción es usar como agente colorante un sistema binario formado por un óxido terciario de fosfano (R3PO) y cloruro de fosforilo (POCl3). Con este último procedimiento se alcanza un rendimiento del 97%.
El tratamiento de 1-bromohexano o 1-iodohexano con cloruro de bismuto permite obtener 1-clorohexano con rendimientos del 100%.
Asimismo, el 1-clorohexano puede también prepararse por escisión de éter hexilmetílico con tetrahidrofurano (THF) usando polvo de zinc como catalizador, siendo el rendimiento del 83%.
Otra forma de preparar este cloroalcano, aunque con un rendimiento sensiblemente inferior, es a partir del compuesto de alquilmercurio cloro(hexil)mercurio.

## Usos
El 1-clorohexano es un intermediario empleado en síntesis de compuestos orgánicos tales como aminas, nitrilos y mercaptanos. Así, reacciona con amoniaco en fase vapor sobre un catalizador de óxido de magnesio a 310 °C, obteniéndose 1-hexanamina con un rendimiento del 45%; también se forman, en menor proporción, dihexilamina (13%) y trihexilamina (2,5%).
De igual forma, el heptanonitrilo se sintetiza añadiendo 1-clorohexano a una mezcla de cianuro sódico en dimetil sulfóxido previamente calentada a 90 °C; al ser la reacción exotérmica, la temperatura debe mantenerse por debajo de los 160 °C:
El 1-clorohexano también es precursor químico en la síntesis de alquilbencenos —mediante la utilización de reactivos de organomagnesio aromáticos—, dialquilperóxidos —usando sales anhidras de hidroperóxidos y metal alcalino— y azidoalcanos; empleando azida de tetrametilguanidinio en cloroformo a 61 °C se obtiene un 60% de 1-azidohexano.

## Precauciones
El 1-clorohexano es un compuesto combustible que tiene su punto de inflamabilidad a 26 °C. Sus vapores pueden formar mezclas explosivas con el aire. Al arder puede desprender humos tóxicos conteniendo cloruro de hidrógeno.
Su temperatura de autoignición se alcanza a los 204 °C.